# Eric Da Re
Eric Da Re, né le 3 mars 1965 à Los Angeles, est un acteur américain.
Il est surtout connu pour avoir interprété le rôle de Leo Johnson dans la série télévisée Twin Peaks et le film Twin Peaks: Fire Walk with Me qui sert de préquelle à la série.
Il est le fils de l'acteur d'Aldo Ray et de la directrice de casting Johanna Ray (en).